# 香澄町弁
香澄町弁（かすみちょうべん）とは、かつて存在した日本語の方言の一つである。山形県山形市香澄町で用いられていた方言であるが、他の奥羽方言とは異なり静岡県浜松市付近の方言の流れを汲むものである。昭和時代に使われなくなった。

## 概要
香澄町弁は、1845年（弘化2年）、天保の改革の失敗の責任により、老中水野忠邦の息子であった水野忠精が浜松藩より入部したことによりはじまる。当地に転封となった水野家は、元々、三河や遠州を転々としてきたことから、三河方言や遠州方言を話す家臣が多くおり、藩士たちは山形転封後も同地の方言を使い続けていた。この三河・遠州由来の方言は、山形弁を含む奥羽方言とは異なり、発音や音調が美しく上品であると城下の人々に評され、水野藩士が多く住んでいた香澄町付近では土着の者も含め、幅広く用いられるようになった。
型の区別のない一型アクセント（無アクセント）であることが山形市を含む村山地方の方言の特徴であるのに対し、香澄町弁話者は有型アクセントであるという点が際立った特徴であったとされている。
方言学者の佐藤亮一が、1963年の東北大学卒業時の卒業論文で「山形市香澄町弁の研究」を執筆した時点で、香澄町弁の話者数は、高年齢層に数人いる程度だったという。

## 脚註
1. 1 2 3 4 5 6  「山形県民は知っておきたい、後世に残すべき方言蘊蓄」（『gatta』2019年12月号（やまがたと方言。） 10頁）
2. 1 2 3  佐藤亮一「平山輝男先生の思い出(平山輝男博士追悼特集)」『日本語の研究』第2巻第2号、日本語学会、2006年、6-9頁、doi:10.20666/nihongonokenkyu.2.2_6、ISSN 13495119、CRID 1390001205787789952、2023年6月23日閲覧。
3. ↑  読売新聞社地方部『東北ことば』中央公論新社〈中公新書ラクレ〉、2002年。ISBN 412150044X。 NCID BA56562745。全国書誌番号:20289952。